# Quellpapier
Als Quellpapier bezeichnet man ein Papier, welches einseitig oder beidseitig mit einer stark quellenden Faser beschichtet wird, um bei Kontakt mit Wasser aufzuquellen und dadurch den Feuchtigkeitseinfluss anzuzeigen. Quellpapier wurde u. a. von verschiedenen Unternehmen im Bastelsortiment als McQuell angeboten (Bemalung mit Wasserfarben und anschließend Darstellung der Malerei als Halbrelief). Quellpapier eignet sich auch als Anzeiger für Undichtigkeiten in schwer zugänglichen Bereichen.
Nicht zu verwechseln ist das Quellpapier mit dem ähnlich funktionierenden aber technisch anders aufgebauten Schwellpapier.